# 루트노벨
루트노벨(Root Novel)은 사과박스 루트미디어의 라이트 노벨 레이블이다. 2011년 12월 작품 공모전을 시작해서 남성부와 여성부를 별도로 심사했으며, 첫 작품은 2013년 1월에 출판되었다.
2013년 1월 첫 출판 작품인 《수락하시겠습니까?》의 출판 이후로 후속 작품의 출판이 전혀 이루어지지 않고 있다. 그러던 중, 루트미디어에서 새로운 연구와 기획을 하고 있는 중이며 E-BOOK 라이트 노벨의 출판을 계획하고 있다고 밝혔다.

## 작품 목록

### 진행 중
- 수락하시겠습니까? / 이중신 / 1권